# LINEG
Die LINEG (abgekürzt für Linksniederrheinische Entwässerungs-Genossenschaft) ist eine Körperschaft des öffentlichen Rechts, dessen Verbandsgebiet sich auf dem linksrheinischen Gebiet stromabwärts zwischen Krefeld und Xanten erstreckt.

## Aufgaben der LINEG
- Regelung des Wasserabflusses einschließlich Ausgleich der Wasserführung und Sicherung des Hochwasserabflusses
- Unterhaltung oberirdischer Gewässer
- Rückführung ausgebauter Gewässer in einen naturnahen Zustand
- Regelung des Grundwasserstandes
- Vermeidung, Minderung, Beseitigung und Ausgleich wasserwirtschaftlicher, insbesondere durch den Steinkohlen- und Salzabbau hervorgerufener oder zu erwartender Veränderungen
- Abwasserbeseitigung
- Ermittlung der wasserwirtschaftlichen Verhältnisse, soweit es die Aufgaben der Genossenschaft erfordern.

## Geschichte
Als Mitte des 18. Jahrhunderts der Abbau von Steinkohle links des Rheins begann, war der Bergbau im Rechtsrheinischen schon längst etabliert: Im hoch industrialisierten Ruhrgebiet lieferte die Kohle die Energie für den wirtschaftlichen Aufschwung. Als Folge stauten sich besonders in den tiefer gelegenen Regionen des Ruhrgebietes, entlang der Flüsse, die stark verschmutzten Abwässer der Bergwerke, der Industriebetriebe und der Anwohner.
Sie begannen vor sich „hinzustinken“. Die Folge: Ruhr-, Typhus- und andere Epidemien brachen aus. Durch das Schmutzwasser wurden zugleich Beeinträchtigungen der florierenden Landwirtschaft befürchtet. Die warnenden Beispiele insbesondere aus der Emscherregion veranlassten den Oberpräsidenten der Rheinprovinz und das preußische Oberbergamt in Bonn zum Handeln. So wurde 1908 der „Verein zur Aufstellung eines Entwässerungsplanes für das linksniederrheinische Industriegebiet“ ins Leben gerufen.
Nach intensiven Verhandlungen konnte fünf Jahre später, am 29. April 1913, das Entwässerungsgesetz für das linksniederrheinische Industriegebiet erlassen werden. Die LINEG war gegründet. Im Laufe der Zeit wurden die Aufgaben größer und vielfältiger und umfassen auch die Entsorgung der bei der Durchführung der genossenschaftlichen Aufgaben anfallenden Abfälle. Dieses fand seinen Niederschlag im LINEG-Gesetz von 1990 (zuletzt geändert durch den Landtag von Nordrhein-Westfalen am 8. Juli 2016).

## Mitglieder und Organe
Mitglieder (Genossen) der LINEG sind die Städte, Gemeinden und Kreise, soweit sie ganz oder teilweise im Genossenschaftsgebiet liegen, ferner die Eigentümer der ganz oder teilweise im Gebiet der LINEG liegenden Bergwerke sowie die gewerblichen Unternehmen und die Eigentümer von Grundstücken, Verkehrsanlagen und sonstigen Anlagen, soweit sie den satzungsgemäßen Mindestbeitrag erreichen.
Die Organe der Genossenschaft sind
- die Genossenschaftsversammlung
- der Genossenschaftsrat und
- der Vorstand

Die Genossenschaftsversammlung als oberstes Organ besteht aus höchstens 98 Delegierten. Die Zahl der Delegierten der einzelnen Genossengruppen wird durch die Höhe des zu entrichtenden Beitrages im Verhältnis zur durchschnittlichen Jahresumlage aller Genossen bestimmt. Außerdem gehört der Genossenschaftsversammlung ein gewähltes Mitglied der Landwirtschaftskammer an. Zu den wesentlichsten Aufgaben gehört, über die Satzung, die Veranlagungsrichtlinien, den Wirtschaftsplan sowie die 5-Jahresübersichten zu beschließen. Die Amtszeit der Delegierten beträgt 5 Jahre.
Die Genossenschaftsversammlung setzt sich wie folgt zusammen:
Genossengruppe 1:
Kreisfreie Städte, kreisangehörige Städte, Gemeinden – 51 Delegierte
Genossengruppe 2:
Kreise – keine Delegierten
Genossengruppe 3:
Eigentümer der Bergwerke – 43 Delegierte
Genossengruppe 4:
Unternehmen der öffentlichen Wasserversorgung – keine Delegierten
Genossengruppe 5:
Gewerbliche Unternehmen – 4 Delegierte
Der Genossenschaftsrat besteht aus 15 Mitgliedern, die von der Genossenschaftsversammlung für 5 Jahre gewählt werden. Er setzt sich zusammen aus 10 Vertretern der Genossen und 5 Arbeitnehmervertretern. Der Genossenschaftsrat wählt den Vorstand und überwacht die Führung der Geschäfte durch ihn.
Der Vorstand ist ein Ein-Personen-Vorstand, der für die laufenden Geschäfte der Genossenschaft verantwortlich ist.

## Daten im Überblick
- Gebietsgröße: 624 km²
- Niederschläge WWJ 2022: 578 mm
- Wasserläufe: ca. 404 km
- Vorflutpumpanlagen: 73
- Grundwasserpumpanlagen: 151
- Hochwasserpumpanlagen: Gewässer und Abwasser: 13
- Kläranlagen: 6
- Abwasserpumpanlagen: 55
- Regenbecken: 71
- Gewässerpegel: 348
- Grundwassermessstellen: 2.162
- Messpunkte von Fremdbetreibern: 352
- Mitarbeiter: 314

Stand 31. Dezember 2022